# Liste der Naturdenkmale in Weiler (bei Ulmen)
Die Liste der Naturdenkmale in Weiler nennt die im Gemeindegebiet von Weiler ausgewiesenen Naturdenkmale (Stand 25. März 2024).

## Naturdenkmale
| Nr.         | Bezeichnung | Lage                                              | Beschreibung                          | Bild                                    |
| ----------- | ----------- | ------------------------------------------------- | ------------------------------------- | --------------------------------------- |
| ND-7135-416 | Linde       | Kirchstraße, bei Nr. 15 Lage                      | Tilia platiphyllos, um 1700 gepflanzt | Fotos hochladen                         |
| ND-7135-417 |             | südöstlich des Ortes; Flur Auf der Boorwiese Lage | Quercus petraea                       | Direkt Bild zu diesem Denkmal hochladen |